# Бензоат меди(II)
Бензоат меди(II) — органическое химическое соединение,
соль меди и бензойной кислоты с формулой Cu(C6H5COO)2,

слабо растворяется в воде,
образует кристаллогидраты — голубые кристаллы.

## Физические свойства
Бензоат меди(II) образует кристаллы.
Слабо растворяется в воде и этаноле.
Образует кристаллогидраты состава Cu(C6H5COO)2•n H2O, где n = 2 и 3.
Кристаллогидрат состава Cu(C6H5COO)2•3H2O образует голубые кристаллы
моноклинной сингонии,
пространственная группа I 2/c,
параметры ячейки a = 0,698 нм, b = 3,412 нм, c = 0,630 нм, β = 89,5°, Z = 4.